# Poète itinérant

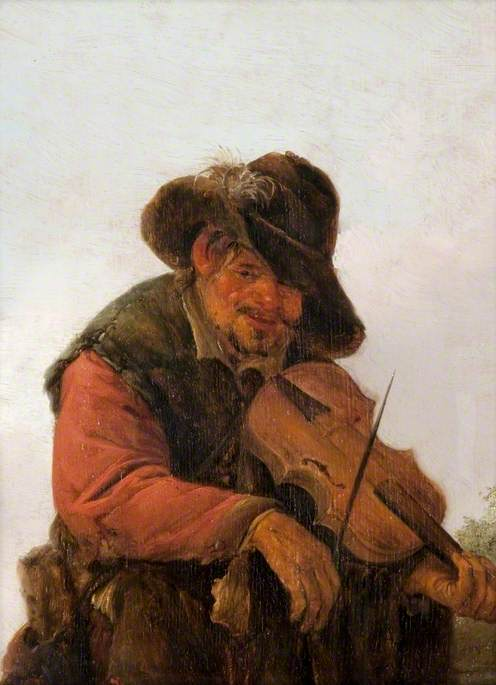
Portrait de Adriaen van Ostade illustrant un ménestrel ambulant

Un poète itinérant ou ménestrel ambulant (également connu en Angleterre sous les noms de gleeman, circler ou cantabank) est un ménestrel errant, un barde, un musicien ou un autre poète commun dans l'Europe médiévale mais aujourd'hui disparu. De classe inférieure à celle des bouffons ou des jongleurs parce qu'il n'avait pas de travail stable, il errait au lieu de gagner sa vie. 

## Artistes médiévaux
Dans l'Angleterre médiévale, un gleeman était un récitant de poésie. Comme le scop, le gleeman fait de la poésie en s'accompagnant d'une harpe ou "glee wood". Le gleeman s'associait parfois à un seul territoire, mais était le plus souvent un artiste errant, contrairement au scop, qui était plus statique. Un gleeman est également moins susceptible de composer ou d'interpréter sa propre poésie et s'appuyait sur le travail des autres. 
Une source a déclaré que le nombre de poètes itinérants était augmenté de courtisans en disgrâce, de personnes déformées ou de clairvoyants car ces artistes formaient des troupes et répondaient aux caprices de leurs clients. Till Eulenspiegel, personnage de fiction connu au XIIe siècle, est un exemple de poète itinérant remarquable. Ces sources indiquent toutefois que le poète itinérant est simplement un imbécile qui cherche à faire rire avec ses actions. Il y a des génies considérés comme les bardes écossais et les harpistes qui ont été crédités pour avoir composé et préservé "beaucoup de belles anciennes chansons". 

## Grèce antique
Avant l'émergence de poètes itinérants médiévaux, il existait déjà des ménestrels ambulants dans la Grèce antique qui étaient plus que des artistes de spectacle, un récit les décrivant comme des hommes qui mémorisaient les exploits honorables et les généalogies d'aristocrates. Ils ont donc été soutenus par une culture de clientélisme. 

## Voir également
- Marx Augustin
- Ménestrel